# Colloquium Oecumenicum Paulinum
Das Colloquium Oecumenicum Paulinum – kurz auch Colloquium Paulinum – ist ein international und ökumenisch zusammengesetzter Kreis von Neutestamentlern, die an der Erforschung und Interpretation der paulinischen Theologie arbeiten. Der Kreis wird alle zwei bis drei Jahre von der Abtei  Sankt Paul vor den Mauern in Rom zu einer wissenschaftlichen Konferenz über die Briefe und die Theologie des Apostels Paulus eingeladen. Im Mittelpunkt der Tagungen steht entweder ein paulinischer Brief oder ein Thema der paulinischen Theologie. Von 1968 bis 2018 haben 25 Konferenzen stattgefunden.

## Geschichte
Die Initiative zur Gründung eines internationalen und ökumenischen Gesprächskreises von Bibelwissenschaftlern, die über die Theologie des Apostels Paulus arbeiten, entstand im Zusammenhang des 2. Vatikanischen Konzils. Sie ging aus von Giovanni Battista Franzoni (1928–2017), der von 1964 bis 1973 Abt der Benediktinerabtei Sankt Paul vor den Mauern (Rom) war, und von P. Jacques Dupont O.S.B. (1915–1998), der zur Benediktinerabtei Sankt Andreas in Brügge (Belgien) gehörte und damals Professor am  Pontificio Ateneo Sant’ Anselmo in Rom war. Beide versuchten noch während des Konzils einen Freundeskreis für Paulusstudien zu gründen. Als Vorläufer des Colloquium Paulinum kann der Studiorum Paulinorum Congressus Internationalis Catholicus angesehen werden, der 1961 am Päpstlichen Bibelinstitut in Rom stattfand.
Die Gründung des Colloquium Paulinum durch Dupont und Franzoni war von der Absicht bestimmt, eine ökumenische Gemeinschaft von Paulusforschern am Grab des Völkerapostels zur exegetischen und theologischen Arbeit an seinen Schriften zusammenzuführen. Ihre wissenschaftliche Arbeit sollte dabei von dem Ziel geleitet sein, durch das apostolische Vermächtnis des Paulus den christlichen Kirchen einen theologischen Weg zu weisen, auf dem sie in ihrer Vielfalt zur Einheit des Leibes Christi finden können.
Zum ersten Colloquium kamen in der Zeit vom 16. bis 21. April 1968, der Karwoche dieses Jahres, 34 Neutestamentler aus mehreren europäischen Ländern und aus allen großen Kirchen in der Abtei Sankt Paul vor den Mauern zusammen. Als Präsident dieser Tagung amtierte der protestantische Neutestamentler Eduard Schweizer (1913–2006) von der Theologischen Fakultät der Universität Zürich. Eröffnet wurde das Colloquium durch Christopher Butler  (1902–1986), den seinerzeitigen Abtpräses der Englischen Benediktinerkongregation. Zum Thema „Glaube und Heil nach Paulus (Röm 1,16)“ wurden zehn Vorträge gehalten, von denen neun in dem Sammelband Foi et Salut selon S. Paul (Épître aux Romains 1,16), Rom, 1970 (Analecta Biblica 42) publiziert wurden. Seither finden die Colloquien im Abstand von ungefähr zwei Jahren statt.
Als Präsidenten amtierten von 1968 bis 2018: Eduard Schweizer (1968), Jean Jacques von Allmen (1969), Pierre Benoit (1971 und 1972), Charles Kingsley Barrett (1974 und 1985), Werner Georg Kümmel (1976), Sabbas Agouridis (1978), Jacques Dupont (1981), Rudolf Schnackenburg (1983), Max-Alain Chevallier (1987), Eduard Lohse (1989), Jan Lambrecht (1992), Albert Vanhoye (1995), Georgios Galitis (1997), Morna D. Hooker (1999), Benoît Standaert (2002), Michael Wolter (2004), Karl Donfried (2006), Jacques Schlosser (2008), Reimund Bieringer (2010), Christopher Tuckett (2012), Daniel Marguerat (2014), Cilliers Breytenbach (2016) und John M.G. Barclay (2018).

## Veröffentlichungen
Die Vorträge des ersten Colloquiums wurden in dem Sammelband Foi et Salut selon S. Paul (Épître aux Romains 1,16) (Analecta Biblica 42), Rom, 1970, publiziert. Die Vorträge des 2. bis 17. Colloquiums erschienen in der Serie Monografica di »Benedictina«. Sezione biblico-ecumenica, die von der Abbazia S. Paolo fuori le mura herausgegeben wurde.  Seit dem 18. Colloquium werden die Vorträge in der Reihe Colloquium Oecumenicum Paulinum vom Verlag Peeters (Leuven, Belgien) publiziert.
- Bd. 1: The Law of the Spirit in Rom. 7 and 8, ed. by Lorenzo De Lorenzi, 1976
- Bd. 2: Battesimo e Giustizia in Rom. 6 e 8, a cura di Lorenzo De Lorenzi, 1974
- Bd. 3: Die Israelfrage nach Röm. 9–11, herausgegeben von Lorenzo De Lorenzi, 1977
- Bd. 4: Dimensions de la vie chrétienne (Rm 12–13), édité par Lorenzo De Lorenzi, 1979
- Bd. 5: Paolo a una Chiesa divisa (1 Co 1–4), a cura di Lorenzo De Lorenzi, 1980
- Bd. 6: Freedom and love, the guide for Christian live (1 Co 8–10 ; Rm 14–15), edited by Lorenzo De Lorenzi, 1981
- Bd. 7: Charisma und Agape (1 Ko 12–14), herausgegeben von Lorenzo De Lorenzi, 1983.
- Bd. 8: Résurrection du Christ et des Chrétiens (1 Co 15), édité par Lorenzo De Lorenzi, 1985.
- Bd. 9: Paolo ministro del Nuovo Testamento (2 Co 2, 14–4, 6), a cura di Lorenzo De Lorenzi, 1987.
- Bd. 10: The Diakonia of the Spirit (2 Co 4:7 – 7 :4), edited by Lorenzo De Lorenzi, 1989.
- Bd. 11: Verteidigung und Begründung des apostolischen Amtes (2 Kor 10–13), herausgegeben von Eduard Lohse, 1992.
- Bd. 12: The truth of the Gospel (Galatians 1:1–4:11), edited by Jan Lambrecht, 1993.
- Bd. 13: La foi agissant par l’amour (Galates 4, 12–6, 16), édité par Albert Vanhoye, 1996.
- Bd. 14: Per me il vivere è Cristo (Filippesi 1, 1–3, 21), a cura di Paolo Lunadon, osb, 2001.
- Bd. 15: Not in the word alone, The First Epistle to the Thessalonians, edited by Morna D. Hoker, 2003.
- Bd. 16: “Le Christ tout et en tous” (Col. 3, 11), L’épître aux Colossiens, édité par Benoît Standard, osb, 2003.
- Bd. 17: Ethik als angewandte Ekklesiologie, Der Brief an die Epheser, herausgegeben von Michael Wolter, 2005.
- Bd. 18: 1Timothy Reconsidered, edited by Karl Donfried, 2008, ISBN 978-90-429-2091-0.
- Bd. 19: Paul et l'unité des chrétiens, édité par Jacques Schlosser, 2010.
- Bd. 20: 2 Timothy and Titus Reconsidered, edited by Reimund Bieringer, 2018.
- Bd. 21: 2 Thessalonians and Pauline Eschatology, edited by Christopher M. Tuckett, 2013.
- Bd. 22: La lettre à Philémon et l'ecclésiologie paulinienne. Philemon and Pauline Ecclesiology, édité par Daniel Marguerat, 2016.
- Bd. 23: God's Power for Salvation: Romans 1,1-5,11, edited by Cilliers Breytenbach, 2017.
- Bd. 24: Dying with Christ – New Life in Hope: Romans 5,12-8,39, edited by J.M.G. Barclay, 2021.